# Oospila coerulea
Oospila coerulea là một loài bướm đêm trong họ Geometridae.